# サザン・ヒッツ
サザン・ヒッツ!（SOUTHERN HITS!）は、青森放送のラジオ番組である。放送時間は毎週土曜12:10 - 12:30。

## 概要
- 「サザンオールスターズのライブを青森で開こう!!」をコンセプトに、同バンドの25周年にあたる2003年4月にスタート。
- 主にサザンオールスターズや、桑田佳祐などサザンのメンバーの曲を特集したり、リクエストに答えたりしている。

## パーソナリティー

### 現在
- 夏目浩光（開始 - 2009年3月29日・2012年10月6日 - 、2009年3月までは青森放送アナウンサー）
- 原子英之（2009年 - 、サザンオールスターズ応援団・青森支部長）

### 過去
- 成田洋明（2009年4月11日 - 2012年9月29日・「サタデー夢ラジオ」内包時）
- 柴田広幸（ - 2009年、サザンオールスターズ応援団・前青森支部長）

## 歴代の放送時間
- 放送開始 - 2003年9月28日：日曜 13:05 - 13:35（『良平のラジオにおいでよ!!』内）
- 2003年10月4日 - 2004年3月27日：土曜 20:30 - 21:00
- 2004年4月4日 - 9月26日：日曜 13:05 - 13:35（『良平のラジオにおいでよ!!』内）
- 2004年10月2日 - 2005年3月26日：土曜 20:30 - 21:00
- 2005年4月3日 - 9月25日：日曜 13:05 - 13:35（『良平のラジオにおいでよ!!』内）
- 2005年10月1日 - 2006年3月25日：土曜 20:30 - 21:00
- 2006年4月2日 - 9月24日：日曜 13:05 - 13:35（『良平のラジオにおいでよ!!』内）
- 2006年10月1日 - 2007年3月25日：日曜 17:30 - 18:00
- 2007年4月1日 - 9月30日：日曜 21:00 - 21:30
- 2007年10月7日 - 2008年3月30日：日曜 18:10 - 18:30
- 2008年4月6日 - 9月28日：日曜 17:00 - 17:20
- 2008年10月5日 - 2009年3月29日：日曜 17:00 - 17:30
- 2009年4月4日 - 2012年9月29日：土曜 13:30 - 14:00（『サタデー夢ラジオ』内）
- 2012年10月6日 - 2016年3月26日：土曜 12:30 - 13:00
- 2016年4月3日 - 2019年3月30日：土曜 18:05 - 18:35
- 2019年4月6日 - 現在：土曜 12:10 - 12:30

## その他
- 2003年度 - 2005年度のナイターオフ、2006年度のナイターオフ以降、2009年3月までは独立番組として放送していた。
- 2006年までナイターシーズンは『良平のラジオにおいでよ!!』のコーナーとして放送し、青山良平も出演していた。
- 2009年4月 - 2012年9月は『サタデー夢ラジオ』に内包し、成田洋明も出演していた。
- 2012年10月6日からは、再び独立番組として放送され、同日から「ジングル」を制作し流し始めた。